# Judith Castillo
Judith Josefina Castillo Uribe (Caracas, 16 giugno 1958) è una modella venezuelana, eletta Miss Venezuela nel 1976 in rappresentanza dello stato di Nueva Esparta, dopo che Elluz Peraza, rappresentante di Guárico aveva rinunciato al titolo soltanto due giorni dopo la sua vittoria..
La Castillo è stata la rappresentante ufficiale del Venezuela a Miss Universo 1976 che si è tenuto ad Hong Kong l'11 luglio 1976 e che ha visto la venezuelana classificarsi al secondo posto.